# Benedikt von Mailand

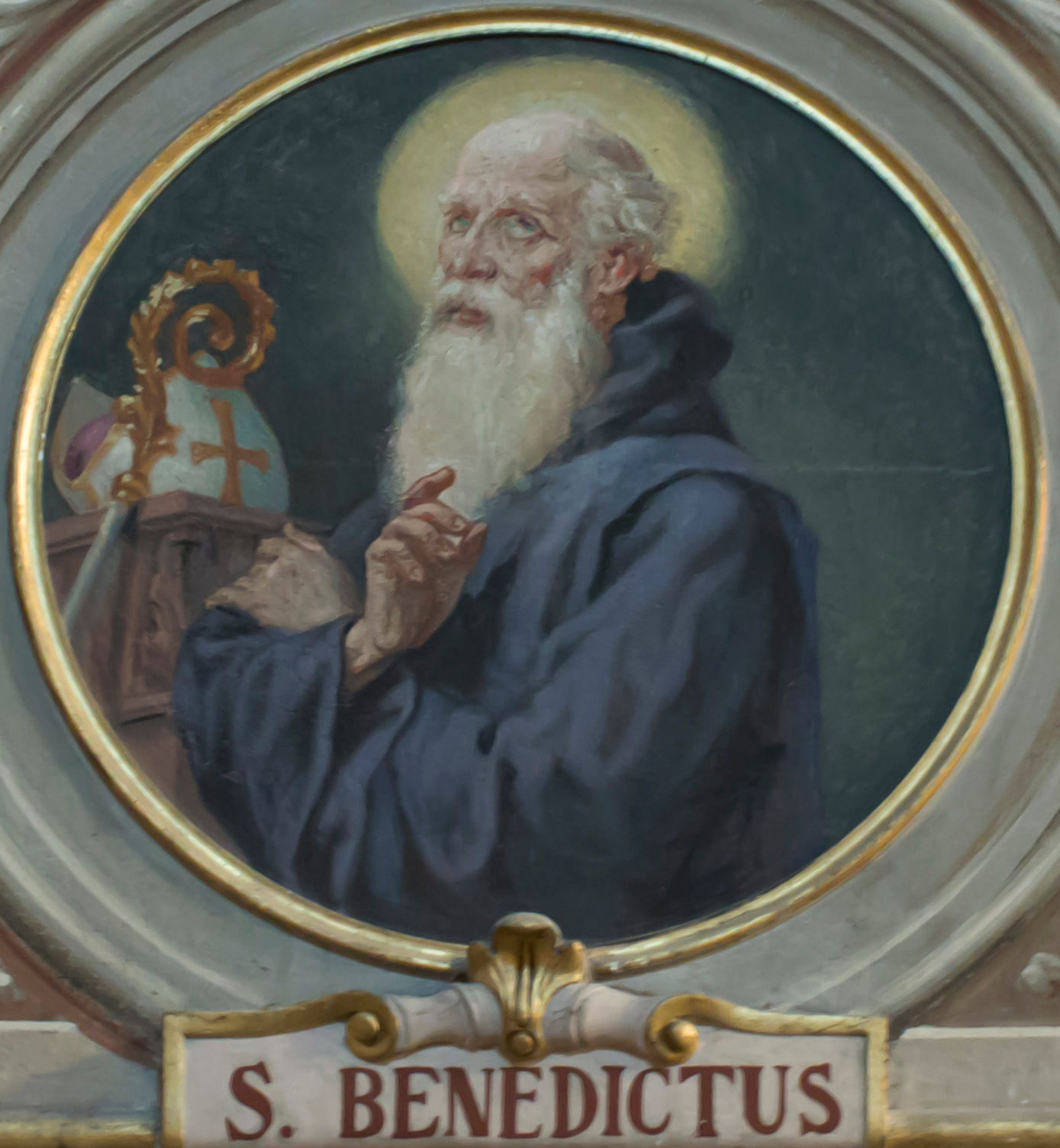
Benedikt in der Reihe der Darstellungen der Mailänder Bischöfe in der Basilika San Nicolò (Lecco), 19. Jahrhundert

Benedikt von Mailand († 11. März 732 in Mailand) lebte zur Zeit der Langobardenkönigs Aripert II. und wirkte bis zu seinem Tod als Erzbischof von Mailand. Angelo Mai († 1854) identifizierte ihn als Verfasser eines medizinischen Lehrgedichtes; die Zuschreibung gilt jedoch heute als unsicher. Paulus Diaconus erwähnt ihn in seiner Historia Langobardorum als Mann von „außerordentlicher Heiligkeit“. Er überliefert auch den Streit, den Benedikt vor Papst Konstantin um das Recht auf die Konsekration der Bischöfe  von Pavia mit dem Bischof Armentarius ausgefochten habe, ohne dabei einen Erfolg zu erzielen. Hier spiegelt sich wider, wie sich die neugebildete Hauptstadt des Langobardenreiches gegen das alte, auch kirchliche Zentrum Mailand positionieren wollte. Er soll in Mailand ein dem Hl. Benedikt geweihtes Kloster errichtet haben, das später für poenitentes mulieres (Büßerinnen) genutzt wurde. Ughelli nennt ihn unter dem Namen S. Benedictus Crispus Mediolanensis auch als Schöpfer der Grabschrift für den in Rom von Papst Sergius I. getauften angelsächsischen König Ceadual. Benedikt wird im römischen und ambrosianischen Ritus als Heiliger verehrt.

## Mit seinem Namen verbundene Schriften
Jacques Paul Migne ediert in seinem großen Werk kirchlicher Schriften nicht nur die 3 mit Benedikt von Mailand bzw. S. Benedictus Crispus verbundenen Schriften in lateinischer Sprache, sondern er informiert umfassend, indem er weitere Texte über dessen Leben und Rezensionen früherer Herausgeber beifügt.

### Querimonia in Synodo, de Constantino Papa
Diese Schrift hat Migne vom Kirchenhistoriker Giovanni Domenico Mansi übernommen. Es ist eine vehemente Verteidigung der kirchlichen Rechte Mailands. Eine censura des italienischen Gelehrten Ludovico Antonio Muratori ist angefügt. Dieser zweifelt die Autorschaft Benedikts wegen Unstimmigkeiten bezüglich der Lebenszeiten der erwähnten Bischöfe an.

### Poematium Medicum
J.-P. Migne hat vor das medizinische Lehrgedicht einen Text des italienischen Philologen Angelo Mai geschaltet. Dieser berichtet, dass er das Poematium Medicum als erster in zwei Codices der Vatikanischen Bibliothek exzipiert habe und es auf Benedikt von Mailand zurückgehe. Diese sichere Zuweisung wurde nicht aufrecht gehalten, das Gedicht aber dennoch im Zusammenhang mit Benedikt von Mailand genannt.

### Epitaphium Ceadual
Das Gedicht auf dem Grabmal des Caedwalla, König der Westsachsen, wird von Paulus Diaconus und von Beda Venerabilis wiedergegeben, allerdings ohne dass in diesem Zusammenhang Benedikt von Mailand erwähnt werden würde. Es handelt sich um eine Lobpreisung des Königs, seiner Bekehrung zum Christentum und seiner Taufe durch Sergius I. Erst in einer 1589 erschienenen Beschreibung Roms hat sich die erste Zuschreibung des Textes an Benedikt erhalten.

## Textausgaben
- Jaques Paul Migne: Patrologia Latina, Band 89, S. 361ff, Paris 1850.
- Ioannes Val. Ullrich: S. Benedicti Crispi Commentarium Medicinale. Kizingen 1835.